# Horace Dimick
Horace E. Dimick foi um armeiro e comerciante de armas de fogo ativo em St. Louis, Missouri, de 1849 até o início de 1870. 
Dimick expandiu seus negócios de uma pequena loja de armas personalizadas para um grande empório vendendo uma variedade de armas de fogo e até mesmo fabricando canhões. Dimick era respeitado pela qualidade de suas armas de fogo, mas especialmente conhecido por seus rifles de percussão, especialmente seus modelos de "rifle das planícies" de grande precisão. Durante a Guerra Civil, Dimick se tornou nacionalmente famoso por fornecer rifles para os "sharpshooters" do 66º Regimento de Infantaria Voluntária de Illinois.
Horace Dimick nasceu em Vermont por volta de 1809. Em 1839 ele se mudou para Lexington, Kentucky, onde inicialmente era dono de uma empresa de estofados. Algum tempo depois, ele ingressou no comércio de armeiros, tornando-se conhecido localmente e até nacionalmente. Em uma carta de 15 de dezembro de 1846 do Oficial de Artilharia do Exército em Washington, Dimick é elogiado por sua "... grande habilidade ... e seu sucesso na aplicação de novos princípios para armas de fogo ... seu plano para rifles é agora reconhecido por ser o melhor existente".

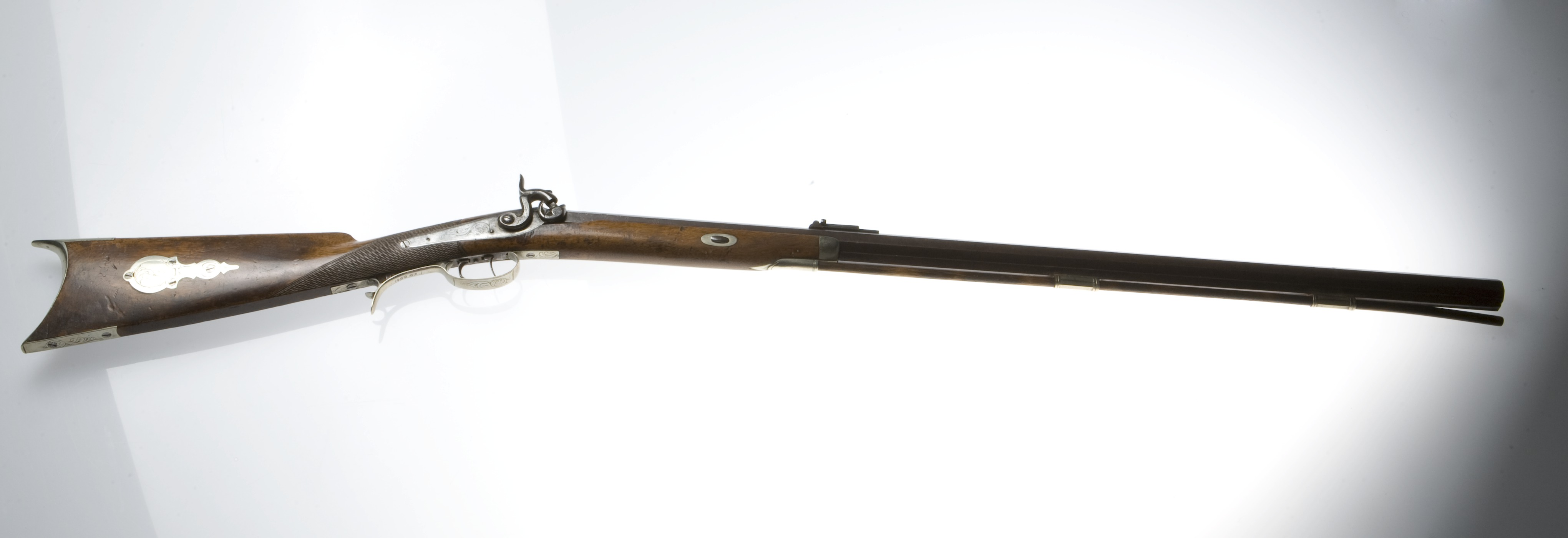
Um exemplar do Dimick contract rifle.

Em 1860, Dimick tinha 27 armeiros trabalhando para ele, construindo uma variedade de armas de fogo, incluindo pistolas derringer, espingardas e rifles de caça. Dimick competiu pessoalmente em concursos de tiro para divulgar os produtos de sua loja e inscreveu as armas da loja em concursos e feiras regionais com grande sucesso. Na Terceira Feira Anual de 1858 da St. Louis Agricultural and Mechanical Association, a "H.E. Dimick and Company" conquistou a "Grand Silver Medal" em todas as categorias em que competiu: Target Pistols; Espingardas; e rifles.
Os rifles de Dimick, custavam US$ 5,00 a mais do que os Springfields padrão (US$ 25 a 20), foram usados como arma de precisão com o regimento do Coronel Bérge durante a Guerra Civil Americana.
Dimick morreu em St. Louis em agosto de 1874.